# Железнодорожный разъезд 315 км
315 км — железнодорожный разъезд (населённый пункт) в Онежском районе Архангельской области России. Входит в состав Кодинского сельского поселения.

## География
Железнодорожный разъезд находится в северо-западной части Архангельской области, в подзоне северной тайги, на расстоянии 113 км (по прямой) к юго-востоку от города Онега, административного центра района.

### Климат
Климат характеризуется среднегодовой температурой воздуха +0,8 и холодной продолжительной зимой, которая длится около 165—170 дней. Устойчивый снежный покров устанавливается в первой декаде ноября. Снег сходит в среднем в конце апреля — начале мая. Таяние, как правило, дружное, часто при ярком солнце и ветре. Лето короткое, прохладное, дождливое. Территория района находится в зоне избыточного увлажнения. Среднегодовое количество осадков составляет около 600 мм, при этом основное количество осадков приходится на теплый период года.

### Часовой пояс
Железнодорожный разъезд 315 км, как и вся Архангельская область, находится в часовой зоне МСК (московское время). Смещение применяемого времени относительно UTC составляет +3:00.

## Население
| 2002 | 2010 | 2012 |
| ---- | ---- | ---- |
| 0    | →0   | →0   |

## Инфраструктура
В населённом пункте отсутствуют объекты социальной инфраструктуры.